# Michael Bernhard Valentini
Michael Bernhard Valentini (Giessen, 26 novembre 1657 – Giessen, 18 marzo 1729) è stato un medico tedesco.

## Biografia
Professore a Giessen, fu medico personale del margravio e membro di Royal Society (dal 1715), Deutsche Akademie der Naturforscher e Accademia prussiana delle scienze.

## Opere

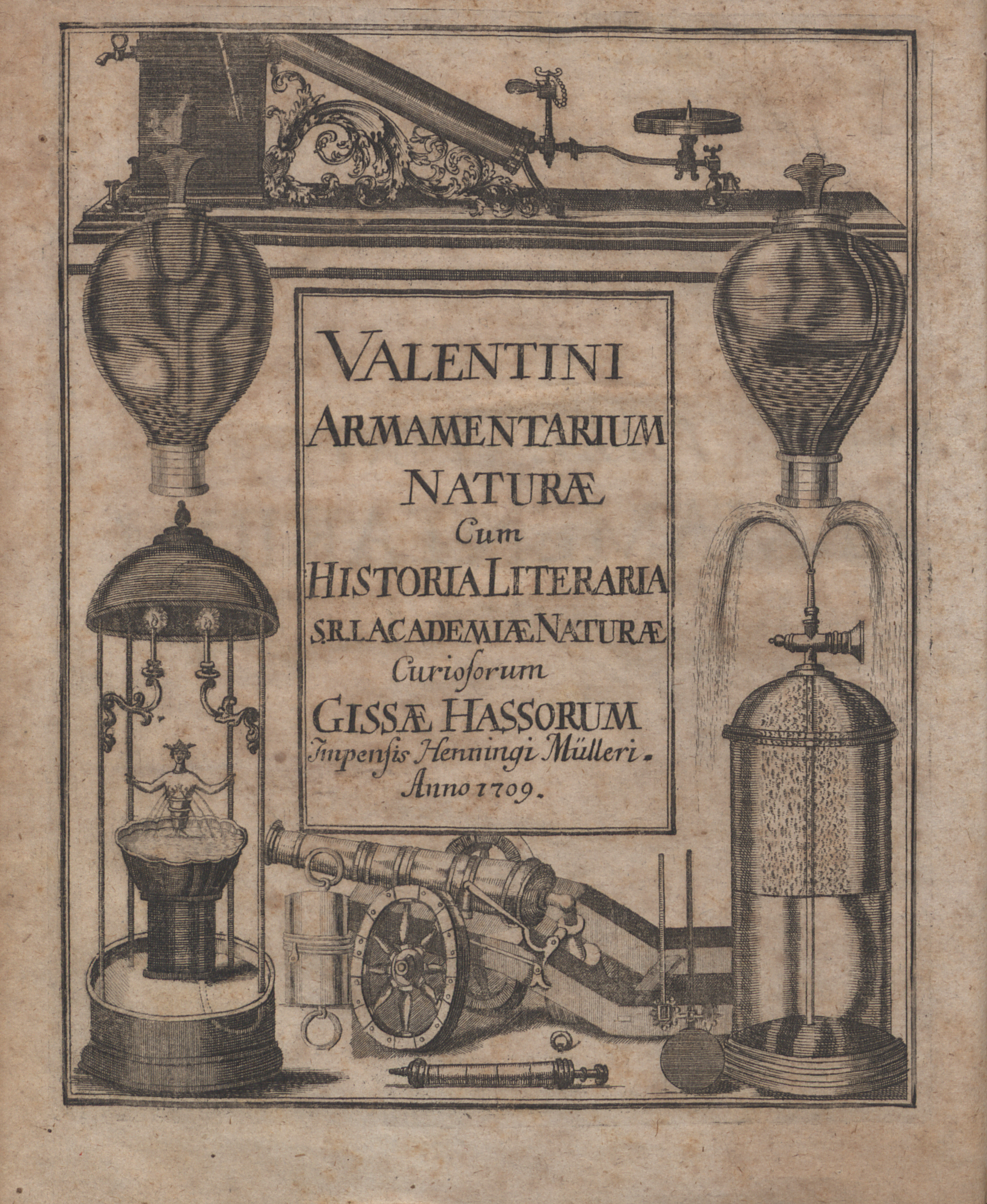
Armamentarium naturae systematicum, 1709

- (LA) De lapide porcino, Giessen, Henning Müller, 1699.
- (LA) De filtro lapide, Giessen, Henning Müller, 1702.
- (LA) Armamentarium naturae systematicum, Giessen, Henning Müller, 1709.
- (LA) Viridarium reformatum, seu regnum vegetabile, Francoforte, Anton Heinscheidt, 1719.
- (LA) Amphitheatrum zootomicum, Francoforte, Johann David Zunner, 1742.